# Partido Operário de Unidade Socialista
Partido Operário de Unidade Socialista (POUS), zu Deutsch „Arbeiterpartei der Sozialistischen Einheit“, war eine portugiesische Kleinpartei mit trotzkistischer Ausrichtung.
Die Partei wurde 1976, nach der Nelkenrevolution, von Aires Rodrigues und Carmelinda Pereira gegründet. In jener Zeit nach der Revolution gab es eine starke Gründungswelle verschiedener linker Parteien, zu denen auch die POUS gehört. Neben der POUS haben als bekannteste Parteien aus dieser Zeit die Partido Socialista und die Partido Comunista Português überlebt. Die POUS ist Mitglied der IV. Internationale von 1993.
Obwohl die Partei seit 1976 bei nahezu allen Wahlen antrat, konnte sie bisher noch nie ein Mandat gewinnen. Zwischen 1994 und 1999 hatte sich die Partei in Movimento para a Unidade dos Trabalhadores (MUT), zu Deutsch „Bewegung zur Vereinigung aller Arbeiter“, umbenannt; doch auch dies brachte keine Wahlerfolge.
Als eines ihrer Wahlziele verkündet die Partei, sich für ein Verbot von Entlassungen einzusetzen.
Die Partei wurde am 14. November 2020 als eingetragene politische Partei aufgelöst. Sie wird als politische Vereinigung fortbestehen.

## Ergebnisse
- Parlamentswahl 1979: 0,21 Prozent (0 Mandate, 12.713 Stimmen)
- Parlamentswahl 1980: 1,38 Prozent (0 Mandate, 83.095 Stimmen)[2]
- Parlamentswahl 1983: 0,34 Prozent (0 Mandate, 19.675 Stimmen)
- Parlamentswahl 1985: 0,33 Prozent (0 Mandate, 19.085 Stimmen)
- Parlamentswahl 1987: 0,16 Prozent (0 Mandate, 9.185 Stimmen)
- Europawahl 1987: nicht teilgenommen[3]
- Europawahl 1989: 0,27 Prozent (0 Mandate, 11.182 Stimmen)
- Parlamentswahl 1991: nicht teilgenommen
- Europawahl 1994: 0,10 Prozent (0 Mandate, 2.893 Stimmen)
- Parlamentswahl 1995: 0,04 Prozent (0 Mandate, 2.544 Stimmen)
- Parlamentswahl 1999: 0,08 Prozent (0 Mandate, 4.104 Stimmen)
- Europawahl 1999: 0,16 Prozent (0 Mandate, 5.565 Stimmen)
- Parlamentswahl 2002: 0,08 Prozent (0 Mandate, 4.316 Stimmen)
- Europawahl 2004: 0,13 Prozent (0 Mandate, 4.275 Stimmen)
- Parlamentswahl 2005: 0,10 Prozent (0 Mandate, 5.535 Stimmen)
- Europawahl 2009: 0,15 Prozent (0 Mandate, 5.177 Stimmen)
- Parlamentswahl 2009: 0,08 Prozent (0 Mandate, 4.320 Stimmen)[4]
- Parlamentswahl 2011: 0,08 Prozent (0 Mandate, 4.572 Stimmen)[5]